# 金哲珪
金哲圭（韓語：김철규，1965年—），韓國電視劇導演。2021年以《惡之花》贏得第57屆百想藝術大賞電視部門導演獎。

## 作品列表

### 電視劇
- 2004年：KBS《比花還美》
- 2006年：KBS《黃真伊》
- 2011年：SBS《天堂牧場》
- 2013年：tvN《驚豔的她》
- 2014年：tvN《急診男女》
- 2015年：OCN《我的美麗新娘》
- 2016年：KBS《通往機場的路》
- 2017年：tvN《芝加哥打字機》
- 2018年：tvN《Mother》
- 2019年：tvN《自白》
- 2020年：tvN《惡之花》
- 2023年：Netflix《絕世網紅》
- 2025年：ENA 《騎行人生》
- 2026年：tvN《Siren》

### 製作作品
- 2003年：KBS《夏日香氣》
- 2004年：KBS《OH!必勝奉順英》

## 外部連結
- NAVER （页面存档备份，存于）